# Az 1941–1945-ös Nagy Honvédő Háborúban aratott győzelem harmincadik évfordulójára emlékérem
Az 1941–1945-ös Nagy Honvédő Háborúban aratott győzelem harmincadik évfordulójára emlékérem (oroszul: Юбилейная медаль «Тридцать лет Победы в Великой Отечественной войне 1941—1945 гг.», transzliteráció: Jubilejnaja Medal "Tridcaty let pobedi v Velikoj Otyecsesztvennoj vojnye 1941-1945") a második világháborúban aratott szovjet győzelem harmincadik évfordulójára 1975. április 25-én alapított szovjet katonai kitüntetés.

## Az elismerésről
A kitüntetést a szovjet csapatok a második világháború keleti frontján a Náci Németország és európai szövetségeseik felett aratott győzelem harmincadik évfordulójára alapították. Hasonlóan a Szovjetunió által adományozott kitüntetések nagy részéhez, már nem adományozható. 1995. január 1-ig összesen 14 259 560 fő részesült ebben a kitüntetésben, mely a gyűjtők körében nagy becsben tartott, népszerű darab, és kereskednek is vele. A kitüntetést nem csak a háborúban résztvevők, hanem azok a munkások is megkaphatták, akik valahogyan támogatták a második világháború küzdelmeit.

## Kinézete

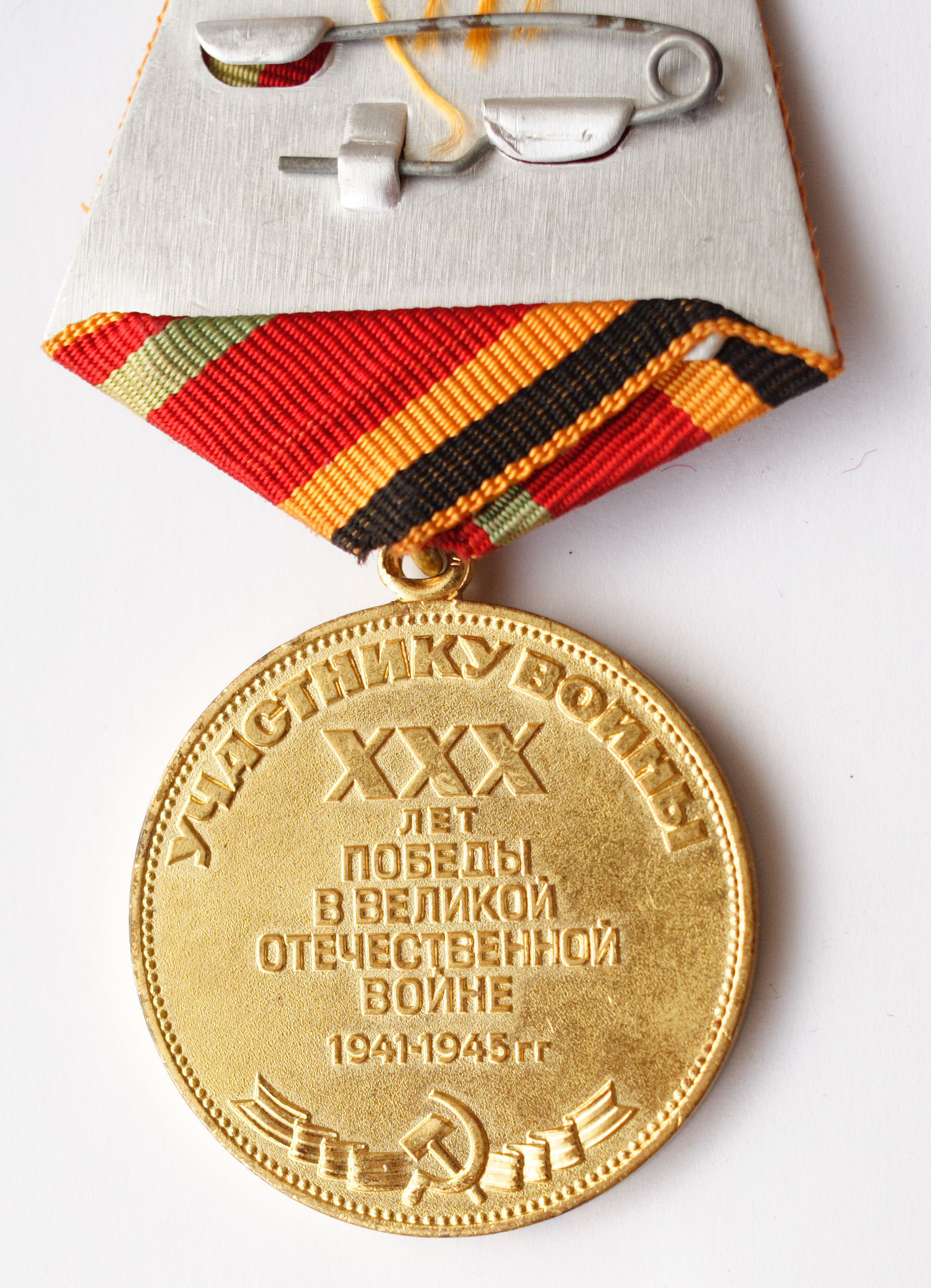
A medália hátulnézeti képe

Az érme sárgarézből készült, alakja szabályos kör, melynek átmérője 36 mm. Az elülső oldalán a Volgográdban található Haza Anyácska emlékmű nőalakja és mögötte ötágú csillagokat szóró tűzijáték fénye látható. Az érme bal oldalában két babérág határolja az évforduló évszámait 1945-1975 és felettük egy nagyobb méretű ötágú csillag látható.
A hátoldalon cirill betűs feliratok láthatók. Az érme felső részén a körfelirat változó, annak függvényében, hogy ki kapta. Így lehet a «УЧАСТНИКУ ВОЙНЫ» (Fordítása: háborús veterán) vagy a «УЧАСТНИКУ ТРУДОВОГО ФРОНТА» (Fordítása: munka frontján részt vevő).
Az érme középpontjában szereplő felirat «ХХХ лет Победы в Великой Отечественной войне 1941—1945 гг.» (fordítása Az 1941-1945-ös Nagy Honvédő Háborúban aratott győzelem harmincadik évfordulójára). Az érme alsó részén zászlószalagra helyezett sarló kalapács motívum látható.
Az érme minden felirata és képe domború. Az éremhez tartozó selyem moaré szalagsáv szélessége 24 milliméter. A sávot hosszanti síkban váltakozó csíkok alkotják. Ezek színei fekete és narancssárga, melynek a szélessége 3 milliméter, középen piros - 10 milliméter a másik szélen, zöld és piros - 3 milliméter szélességgel.

## Fordítás
- Ez a szócikk részben vagy egészben  a(z)    Юбилейная медаль «Тридцать лет Победы в Великой Отечественной войне 1941—1945 гг.»  című orosz Wikipédia-szócikk ezen változatának fordításán alapul.  Az eredeti cikk szerkesztőit annak laptörténete sorolja fel. Ez a jelzés csupán a megfogalmazás eredetét és a szerzői jogokat jelzi, nem szolgál a cikkben szereplő információk forrásmegjelöléseként.